# Вулиця Михайла Котельникова (Київ)
Ву́лиця Миха́йла Коте́льникова — вулиця у Святошинському районі міста Києва, місцевість Святошин. Пролягає від Святошинської до Живописної вулиці. 
Прилучаються вулиці Анатолія Петрицького, Івана Крамського, Федора Кричевського, Кільцева дорога і Шепетівська вулиця. Між вулицею Федора Кричевського та Кільцевою дорогою наявна перерва у проляганні вулиці (утворилася у 1980-ті роки у зв'язку з частковою зміною забудови).

## Історія
Вулиця виникла на початку XX століття під назвою Південна (як така, що проходить південною околицею Святошина). Сучасна назва — на честь учасника визволення Києва Михайла Котельникова — з 1974 року.

## Зображення

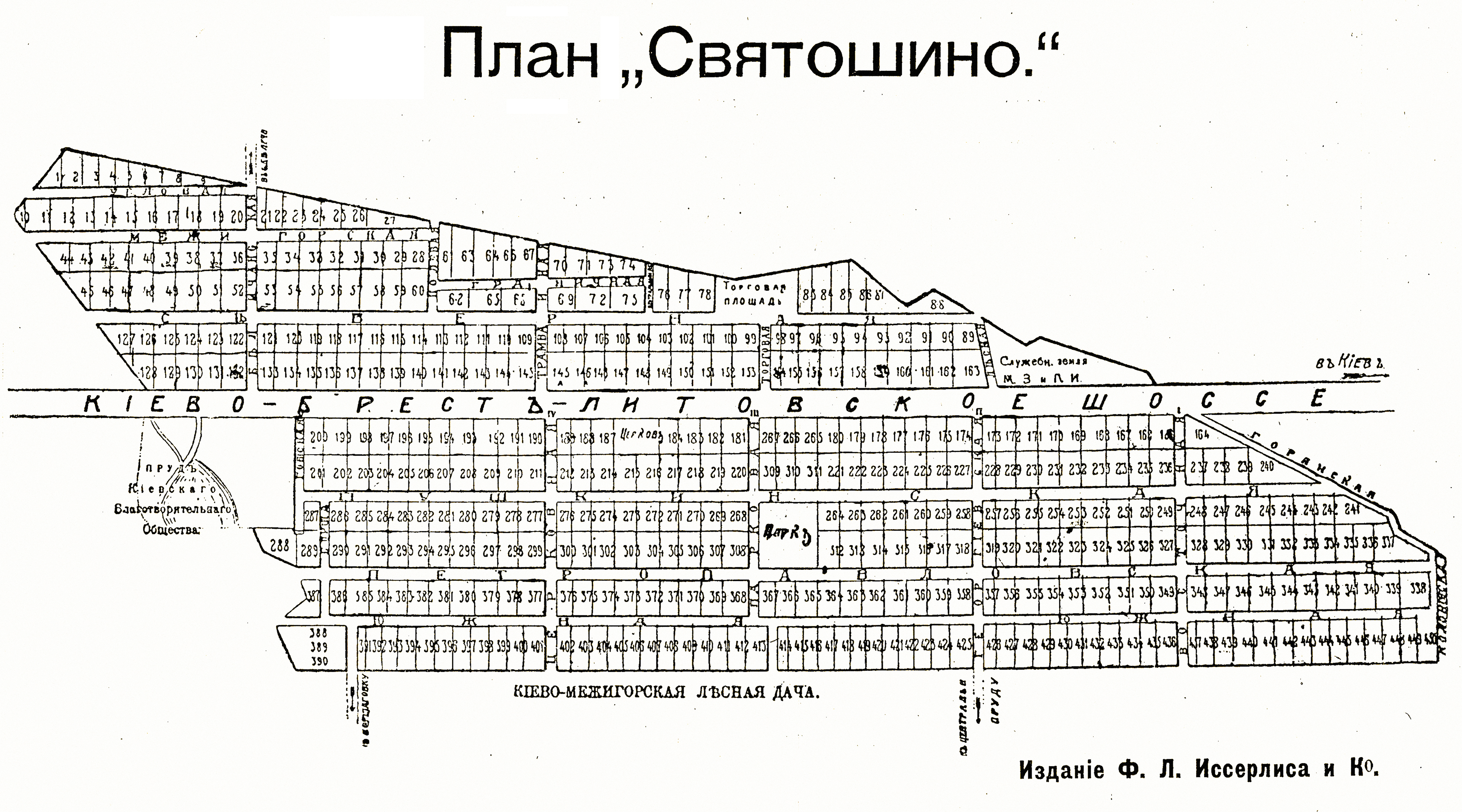
План Святошинських дач із позначенням Південної вулиці, 1909

## Установи та заклади
- Дошкільний навчальний заклад № 214 (буд. № 44).
- Міська клінічна лікарня № 7 (буд. № 95).